# Ustronianka
Ustronianka sp. z o.o. – polskie przedsiębiorstwo z siedzibą w Ustroniu, zajmujące się produkcją i sprzedażą wód mineralnych i napojów bezalkoholowych.
Siedziba zarządu Ustronianki znajduje się w zakładzie produkcyjnym w Ustroniu przy ul. Jelenica 72. Przedsiębiorstwo posiada również zakład produkcyjny w Białej przy ul. Opolskiej 13.
Produkty firmy są eksportowane do krajów takich jak Niemcy, Austria, Francja, Litwa, Rosja, Stany Zjednoczone, Czechy, Słowacja, Holandia, Rumunia, Japonia, Kazachstan, Estonia, Szwecja, Irlandia, Chińska Republika Ludowa i Grecja.

## Historia
Przedsiębiorstwo zostało założone w 1980 roku przez Michała Bożka. W 1994 otworzony został zakład w Białej koło Prudnika. W 2000 przedsiębiorstwo przejęło Zakłady Wytwórcze Czantoria w Ustroniu. W 2010 Ustronianka wprowadziła pierwszą na polskim rynku wodę funkcjonalną wzbogaconą jodem.
1 października 2001 Ustronianka objęła sponsoring nad sekcja narciarską klubu WSS Wisła. 14 marca 2003 podjęto uchwałę o zmianie nazwy na Klub Sportowy „Wisła – Ustronianka” w Wiśle. W maju 2014 umowa została rozwiązana. W 2015 firma została sponsorem Reprezentacji Polski w piłce nożnej mężczyzn. Ustronianka sponsoruje również klub koszykarski Pogoń Prudnik i kluby piłkarskie Podbeskidzie Bielsko-Biała, Kuźnia Ustroń, Pogoń Prudnik i Polonia Biała.
W 2019 Ustronianka przejęła udziały w firmy Hoop Polska sp. z o. o. przejmując prawa do produkcji napojów marek takich jak Hoop Cola, arctic+ oraz syropów Paola. 

## Produkty
Do marek napojów produkowanych przez Ustroniankę należą:
- Ustronianka
- Grappa
- Hoop Cola
- Arctic+
- Paola
- Czantoria
- Grapcio